# Sinus versus und Kosinus versus
Sinus versus (auch Sinusversus, Quersinus, Versinus oder Versus, in Formeln abgekürzt {\displaystyle \operatorname {vers} }) und der Kosinus versus (auch Koversinus oder Querkosinus, in Formeln abgekürzt {\displaystyle \operatorname {covers} }) sind in der Trigonometrie heute selten verwendete trigonometrische Funktionen. Semiversus (englisch haversine, in Formeln abgekürzt {\displaystyle \operatorname {sem} }) ist der halbe Sinus versus.

## Sinus versus

Veranschaulichung am Einheitskreis:
Der Sinus versus bildet zusammen mit dem Kosinus einen Radius 1,
der Kosinus versus zusammen mit dem Sinus einen Radius 1.

Der Sinus versus wird mit Hilfe der Kosinus- oder Sinusfunktion definiert als
{\displaystyle \operatorname {vers} \theta =1-\cos \theta =2\sin ^{2}{\frac {\theta }{2}}.}
Er ist die Differenz des Kosinus zu +1 (in nebenstehender Abbildung in der Farbe Grün eingezeichnet).
Der Sinus versus kann auf die ganze komplexe Zahlenebene ausgeweitet werden.

## Semiversus
Der Semiversus ist die Hälfte des Sinus versus:
{\displaystyle \operatorname {sem} \theta ={\frac {\operatorname {vers} \theta }{2}}=\sin ^{2}{\frac {\theta }{2}}}

## Kosinus versus
Der Kosinus versus ist in nebenstehender Abbildung in der Farbe Cyan und als cvs eingezeichnet.
{\displaystyle \operatorname {covers} \theta =1-\sin \theta =\operatorname {vers} \left({\frac {\pi }{2}}-\theta \right).}
Er ist die Differenz des Sinus zu +1 und auch der Sinus versus des Gegenarguments (π/2 − θ).

## Verwandte Funktionen
Manchmal wird analog zu {\displaystyle \operatorname {versin} \theta =2\sin ^{2}(\theta /2)} und {\displaystyle \operatorname {coversin} \theta =\operatorname {versin} (\pi /2-\theta )} unter vercos etwas anderes verstanden als unter coversin und unter covercos etwas anderes als unter versin. In folgender Tabelle sind die Funktionen zusammen mit einigen verwandten trigonometrischen Funktionen und dem grafischen Funktionsverlauf zusammengefasst:
| {\displaystyle \operatorname {versin} \theta =1-\cos \theta =2\sin ^{2}{\frac {\theta }{2}}}                                  |
| {\displaystyle \operatorname {haversin} \theta ={\frac {\operatorname {versin} \theta }{2}}={\frac {1-\cos \theta }{2}}}      |
| {\displaystyle \operatorname {vercos} \theta =1+\cos \theta =2\cos ^{2}{\frac {\theta }{2}}}                                  |
| {\displaystyle \operatorname {havercos} \theta ={\frac {\operatorname {vercos} \theta }{2}}={\frac {1+\cos \theta }{2}}}      |
| {\displaystyle \operatorname {coversin} \theta =1-\sin \theta =\operatorname {versin} \left({\frac {\pi }{2}}-\theta \right)} |
| {\displaystyle \operatorname {hacoversin} \theta ={\frac {\operatorname {coversin} \theta }{2}}={\frac {1-\sin \theta }{2}}}  |
| {\displaystyle \operatorname {covercos} \theta =1+\sin \theta =\operatorname {vercos} \left({\frac {\pi }{2}}-\theta \right)} |
| {\displaystyle \operatorname {hacovercos} \theta ={\frac {\operatorname {covercos} \theta }{2}}={\frac {1+\sin \theta }{2}}}  |

Die Ableitungen und die Stammfunktionen sind:
| {\displaystyle {\frac {\mathrm {d} }{\mathrm {d} x}}\operatorname {versin} x=\sin {x}}                   | {\displaystyle \int \mathrm {versin} (x)\,\mathrm {d} x=x-\sin {x}+C}                  |
| {\displaystyle {\frac {\mathrm {d} }{\mathrm {d} x}}\operatorname {vercos} x=-\sin {x}}                  | {\displaystyle \int \mathrm {vercos} (x)\,\mathrm {d} x=x+\sin {x}+C}                  |
| {\displaystyle {\frac {\mathrm {d} }{\mathrm {d} x}}\operatorname {coversin} x=-\cos {x}}                | {\displaystyle \int \mathrm {coversin} (x)\,\mathrm {d} x=x+\cos {x}+C}                |
| {\displaystyle {\frac {\mathrm {d} }{\mathrm {d} x}}\operatorname {covercos} x=\cos {x}}                 | {\displaystyle \int \mathrm {covercos} (x)\,\mathrm {d} x=x-\cos {x}+C}                |
| {\displaystyle {\frac {\mathrm {d} }{\mathrm {d} x}}\operatorname {haversin} x={\frac {\sin {x}}{2}}}    | {\displaystyle \int \mathrm {haversin} (x)\,\mathrm {d} x={\frac {x-\sin {x}}{2}}+C}   |
| {\displaystyle {\frac {\mathrm {d} }{\mathrm {d} x}}\operatorname {havercos} x={\frac {-\sin {x}}{2}}}   | {\displaystyle \int \mathrm {havercos} (x)\,\mathrm {d} x={\frac {x+\sin {x}}{2}}+C}   |
| {\displaystyle {\frac {\mathrm {d} }{\mathrm {d} x}}\operatorname {hacoversin} x={\frac {-\cos {x}}{2}}} | {\displaystyle \int \mathrm {hacoversin} (x)\,\mathrm {d} x={\frac {x+\cos {x}}{2}}+C} |
| {\displaystyle {\frac {\mathrm {d} }{\mathrm {d} x}}\operatorname {hacovercos} x={\frac {\cos {x}}{2}}}  | {\displaystyle \int \mathrm {hacovercos} (x)\,\mathrm {d} x={\frac {x-\cos {x}}{2}}+C} |

## Geschichte und Verwendung
Der Seiten-Kosinussatz der sphärischen Trigonometrie spielte für die nautische Navigation nach den Sternen in früherer Zeit eine wichtige Rolle. Um die dabei erforderlichen Multiplikationen trigonometrischer Funktionen durch das Nachschlagen von Tabellenwerten zu vereinfachen, wurde der Semiversus eingeführt.
Es ergibt sich daraus unter anderem damit der Seiten-Kosinussatz zu:
{\displaystyle {\rm {sem}}(a)={\rm {sem}}(b-c)+\sin(b)\cdot \sin(c)\cdot {\rm {sem}}(\alpha )}